# Tappenosaurus
Tappenosaurus ('Tappens hagedis') is een geslacht van uitgestorven synapsiden uit het Midden-Perm van Texas. 

## Naamgeving
De Amerikaanse paleontologen Everett C. Olson en James Beerbower beschreven het geslacht in 1953 op basis van drie exemplaren die werden blootgelegd in de San Angelo-formatie. Het werd vernoemd naar Dr. Neil Tappen, die het type-exemplaar vond in 1951.
Het eerste exemplaar (het holotype FMNH UR 143) is een fragmentarisch skelet met delen van de achterkant van de schedel, stukjes tanden en ribben, een draaier, een ruggenwervel, drie doornuitsteeksels, de uiteinden van beide opperarmbeenderen en een gedeeltelijk bekken. Het tweede exemplaar, paratype FMNH UR 153, omvat halswervels, een rib en een scapulocoracoïde. Het derde exemplaar, paratype FMNH UR 144 bestaat alleen uit ribben. Deze botten zijn groter dan vergelijkbare delen van de grootste skeletten van Dimetrodon, een nauw verwante en veel bekendere synapside met zeilrug. Olson en Beerbower noemden de typesoort Tappenosaurus magnus in verwijzing naar zijn grote formaat, en plaatsten het ook in zijn eigen familie Tappenosauridae. Olson schatte later de totale lengte van Tappenosaurus op 5,5 meter, gelijk aan de grootste van de Dinocephalia, een meer geavanceerde groep synapsiden die later in het Perm leefde.  